# Kunya (danse)
Le kunya est une danse traditionnelle du Bénin exécutée par le peuple Waama dans le nord-ouest du Bénin. Le kunya qui est une danse essentiellement festive est exclusivement exécuté par des femmes seins nus maquillées fortement. L'on ne voit exécuter cette danse que dans les cérémonies et fêtes de réjouissances traditionnelles (baptêmes, mariages, etc.),.